# Thunderbirds (film)
Thunderbirds är en amerikansk-fransk-brittisk science fiction-äventyrsfilm från 2004.

## Handling
Filmen handlar om familjen Tracy som driver den internationella räddningskåren Thunderbirds. Den yngste sonen Alan Tracy (spelad av Brady Corbet) drömmer om att få bli en i Thunderbirdpatrullen och en dag får han chansen att visa sig värdig när han tillsammans med sina vänner blir tvungen att rädda både sin familj och världen från superskurken The Hood (spelad av Ben Kingsley).

## Om filmen
Thunderbirds regisserades av Jonathan Frakes. Filmen är löst baserad på TV-serien Thunderbirds från 1960-talet.

## Rollista (urval)
- Bill Paxton - Jeff Tracy
- Anthony Edwards - Hiram "Brains" Hackenbacker
- Sophia Myles - Lady Penelope Creighton-Ward
- Ron Cook - Parker
- Brady Corbet - Alan Tracy
- Vanessa Hudgens - Tin-Tin
- Ben Kingsley - The Hood

### Svenska röster
- Mattias Knave - Jeff Tracy
- Hasse Jonsson - Brains
- Pernilla Wahlgren - Lady Penelope
- Per Sandborgh - Parker
- Linus Wahlgren - Alan Tracy
- Therese Reuterswärd - Tin-Tin
- Claes Ljungmark - Hood
- Kim Sulocki - diverse röster